# Euchaetes promathides
Euchaetes promathides là một loài bướm đêm thuộc phân họ Arctiinae, họ Erebidae.